# アベディ・ペレ
アベディ・ペレ（Abédi Pelé、1964年11月5日 - ）は、ガーナの元サッカー選手。ポジションはフォワード、ミッドフィールダー。元ガーナ代表。

## 経歴
1964年11月5日にキビで誕生、ドメで育ったとされるが、あくまでもプロファイル上の経歴で、実際の年齢も子供の頃の詳細も不明である。12歳の時、グレイト・ファルコンズというクラブで本格的にサッカーを始め、16歳の時、 レアル・タマレ・ユナイテッドでプロ入りを果たす。ここでの2シーズン、セカンドストライカーやプレーメーカーのポジションで46試合で21ゴールを決めるなど、評価を高めた。国外にも活躍が知られるようになり、アル・サッド、チューリッヒでプレーしたが、その後は母国に帰還した。
1986-87シーズン、当時フランス2部のニオールのトライアルを受け、入団すると、レベルの高いプレーを披露し、34試合で12得点をあげた。 1987年、当時同じく2部のミュルーズが獲得、ここでも活躍を見せると、11月に大富豪ベルナール・タピがオーナーを務めるオリンピック・マルセイユが獲得した。選手層の厚さのため、2シーズンの間、リールレンタル移籍に出された。リールでは、2シーズンで61試合で16得点をあげるなど、1部リーグで十分通用することを証明した。1990-91シーズン途中にベルギー人のレイモン・ゲタルスが監督に就任すると、レギュラーに定着、重宝され、ジャン＝ピエール・パパン、クリス・ワドルとで魅惑のトライアングルを形成、UEFAチャンピオンズカップにおいて準々決勝で当時最強と言われたACミランに競り勝ち、準決勝のFCスパルタク・モスクワ戦では1stレグ、2ndレグで共に1ゴールを挙げて、チームを決勝に導いた。
1992－93シーズン、UEFAチャンピオンズリーグ決勝でコーナーキックからバジール・ボリの決勝ゴールをアシスト、ACミランを1-0で破り、優勝を果した。これらの活躍で1991年から3年連続でアフリカ年間最優秀選手を受賞した。1991年のFIFA最優秀選手賞投票では10位、1992年のFIFA最優秀選手賞投票でヨーロッパ人以外で最高の9位タイを記録した。1994-95シーズンからはトリノでプレー、同シーズンは、32試合で10ゴールを決めるなど、ファンの人気を獲得した。1995-96シーズン、アフリカネーションズカップ出場の為に欠場したことも影響し、チームは来期のセリエB降格が決定した。
その後、1860ミュンヘンで2シーズン、アル・アインで2シーズンプレーして現役を引退した。
またガーナ代表では1982年に17歳で初選出された。以来1998年に代表から引退するまで73試合に出場し33得点の記録を挙げた。しかしFIFAワールドカップ本大会出場は遂に成し遂げる事は出来なかった。
引退後、母国にナニアFCというクラブを創設した。2004年にFIFA100（ペレが選ぶ偉大なサッカー選手100人）に選出。

## その他
- 息子のイブラヒム・アイェウ、アンドレ・アイェウ、ジョルダン・アイェウはそれぞれガーナ代表のワールドカップメンバーに選出された経験を持つプロサッカー選手である。

## タイトル

### クラブ
- UEFAチャンピオンズリーグ　1回(1992-93)
- リーグ・アン　5回(1988-89, 1989-90, 1990-91, 1991-92, 1992-93)
- フランスカップ　1回(1988-89)
- カタールカップ　1回(1983)

### 代表
- アフリカネイションズカップ　1回(1982)
- 西アフリカネイションズカップ　3回(1982, 1983, 1984)

### 個人
- アフリカ年間最優秀選手　3回(1991, 1992, 1993)